# ویلیام ویفین
ویلیام ویفین (انگلیسی: William Whiffin; عکاس اهل انگلستان بود.